# Szczęśniak Pojazdy Specjalne
SZCZĘŚNIAK Pojazdy Specjalne Sp. z o.o. – polskie przedsiębiorstwo produkcyjne z siedzibą w Bielsku-Białej (dzielnica Komorowice Krakowskie), działające od 1992 roku. Firma specjalizuje się w projektowaniu oraz produkcji zabudów specjalnych do pojazdów przeznaczonych dla różnych służb, w tym straży pożarnej, wojska, policji, a także dla służb energetycznych, gazowniczych, wodociągowych i innych podmiotów zarówno krajowych, jak i zagranicznych.
Firma posiada 33-letnie doświadczenie w branży motoryzacyjnej i rocznie produkuje około 300 pojazdów, z czego około 30% trafia na eksport do różnych krajów Europy, Azji i Bliskiego Wschodu. Dzięki innowacyjnemu podejściu i wysokim standardom jakości SZCZĘŚNIAK Pojazdy Specjalne zdobyło liczne nagrody oraz uznanie wśród instytucji państwowych i prywatnych.

## Historia
Przedsiębiorstwo SZCZĘŚNIAK Pojazdy Specjalne Sp. z o.o. zostało założone w 1992 roku pod nazwą Budowa Pojazdów Specjalnych Zbigniew Szczęśniak. W 2008 roku firma przekształciła się w spółkę z ograniczoną odpowiedzialnością i zmieniła nazwę na Pojazdy Specjalistyczne Zbigniew Szczęśniak Sp. z o.o., a od 2013 roku funkcjonuje pod obecną nazwą SZCZĘŚNIAK Pojazdy Specjalne Sp. z o.o.. Przedsiębiorstwo pozostaje firmą rodzinną.
W 1993 roku firma wyprodukowała swój pierwszy średni samochód gaśniczy wodno-pianowy na podwoziu Star 244L, z własnej konstrukcji kabiną załogową. Trzy lata później, w 1996 roku, zakład przeniósł się do nowoczesnej hali produkcyjnej o powierzchni 5400 mkw w Bielsku-Białej (dzielnica Wapienica), co umożliwiło zwiększenie skali produkcji oraz rozwój nowych typów pojazdów specjalnych. W tym okresie firma rozszerzyła działalność, dostarczając pojazdy nie tylko dla jednostek straży pożarnej, ale także dla innych służb ratowniczych. Równocześnie rozpoczęto produkcję kabiny brygadowych dla pojazdów Lublin, agregatów wysokociśnieniowych oraz pneumatycznych masztów oświetleniowych, co było częścią strategii dywersyfikacji działalności.
W 2005 roku firma wdrożyła System Zarządzania Jakością ISO 9001, a w 2006 roku uzyskała koncesję na wytwarzanie i obrót wyrobami o przeznaczeniu wojskowym i policyjnym.
W 2008 roku firma zmieniła nazwę na Pojazdy Specjalistyczne Zbigniew Szczęśniak Sp. z o.o., rezygnując ze słowa „budowa”, aby uniknąć skojarzeń z branżą budowlaną.
2011 rok przyniósł rozszerzenie oferty o średnie samochody ratowniczo-gaśnicze Iveco EuroCargo ML150E25WS, które trafiły do Ochotniczej Straży Pożarnej w Prochowicach oraz Wojskowej Straży Pożarnej.
W 2013 roku przedsiębiorstwo uruchomiło nowy zakład produkcyjny na terenie Katowickiej Specjalnej Strefy Ekonomicznej w dzielnicy Komorowice Krakowskie w Bielsku-Białej.
W 2014 roku firma rozpoczęła rozwój linii zabudów modułowych oraz produkcję ciężkich lotniskowych samochodów gaśniczych.
W 2018 roku firma rozbudowała swoją infrastrukturę, budując drugą halę produkcyjną oraz nową część biurową.
W 2019 roku przedsiębiorstwo zostało wpisane na listę przedsiębiorstw o szczególnym znaczeniu gospodarczo-obronnym. Tego samego roku uruchomiono nowoczesną spawalnię oraz budynek administracyjny.
W 2020 roku firma wyprodukowała dwutysięczny samochód pożarniczy – ciężki samochód ratowniczo-gaśniczy na podwoziu Renault K440 6×6, który trafił do Ochotniczej Straży Pożarnej w Czarnym Dunajcu.
W 2023 roku firma realizowała kontrakty na dostawę ponad 65 pojazdów dla Litewskiej Straży Pożarnej.
W 2024 roku SZCZĘŚNIAK Pojazdy Specjalne Sp. z o.o. otrzymało nagrodę Złoty Dedal 2024 dla najlepszej firmy subregionu Podbeskidzia. W tym samym roku rozpoczęto dostawy 45 pojazdów dla Estońskiej Państwowej Straży Pożarnej. Firma otrzymała nagrodę II klasy w Ogólnopolskim Konkursie „Lider Bezpieczeństwa Państwa” w kategorii „Innowacyjny Produkt roku – 2024”. W tym roku, na uroczystej gali w Katowicach redakcja Forbes Polska uhonorowała firmę „Diamentem Forbesa 2024” – nagrodą będącą potwierdzeniem naszej wiarygodności biznesowej i finansowej.
Obecnie firma eksportuje ponad 30% swojej produkcji do ponad 30 krajów, a roczna produkcja wynosi około 300 pojazdów.